# Розумовська Наталія Дем'янівна
Наталія Дем'янівна Розумовська (до шлюбів Демешко, в першому шлюбі — Лемеш, Розумиха, в другому шлюбі — Стрешенець, *90-ті роки 17 століття, Адамівка нині Носівського району Чернігівської області — †12 вересня 1762, Олексіївщина) — козачка, корчмарка, графиня, статс-дама та свекруха російської імператриці Єлизавети Петрівни. Мати останнього гетьмана України Кирила Розумовського. Родоначальниця Розумовських.

## Біографія
Народилася наприкінці 17 століття в селі Адамівка у багатодітній сім'ї реєстрового козака Дем'яна Демешка. Точна дата народження невідома, ймовірніше за все — десь в 1688–1690 роках, бо Олексій народився 1709 року в Лемешах, але перед ним був народжений його старший брат Данило.
Сімейні стосунки з чоловіком складались досить складно, оскільки нерідко він повертався додому напідпитку, не раз бив своїх дітей і дружину, тому Олексій вимушений був тікати з дому до місцевого дяка, який прилаштував його в себе. Долею випадку Олексій Григорович опинився при дворі. За роки перебування при дворі його становище зміцнилося — з простого півчого він став коханцем, а в майбутньому чоловіком російської царівни Єлизавети Петрівни. Тут він почав отримувати перші статки, бо Єлизавета зробила його управителем своїх маєтностей. Частину з цих коштів він відсилав матері, і, ймовірно, саме на ці гроші вона відкрила шинок.
З воцарінням Єлизавети Петрівни становище Олексія при дворі сильно зміцнилося, він фактично став поміщиком, оскільки під Москвою і в Україні йому були подаровані декілька сіл. Зокрема, в Україні йому були надані наділи графа Мініха: Адамівка, Лемеші та інші. Це села, до яких була причетна Наталя Дем'янівна. Вже з 1740 років Наталя Дем'янівна, ймовірно, перестає займатися шинком і переїжджає до своєї малої батьківщини — Адамівки. Тут вона починає спілкуватись з козацькою старшиною, яка знаючи, що при дворі досить вагомий вплив має Олексій Григорович вважає за потрібне завести активні зв'язки з Наталею Дем'янівною. Зокрема, такі стосунки заводять Яків Маркович і генеральний хорунжий Микола Ханенко, які згадують про неї у своїх щоденниках.
В 1742 році Наталя Дем'янівна разом із сином Кирилом і внучкою Євдокією прибувають до двору, де вона вперше за багато років зустрілася з сином і була представлена при дворі імператриці. Повертаючись додому після прийому в імператриці Наталя Дем'янівна вже була досить впливовою особистістю.
В 1744 році Олексій отримав титул графа. В цей же рік Єлизавета Петрівна зі свитою приїхала в Україну. Тут вона мала зустріч і з Наталею Дем'янівною, яка на час перебування Єлизавети Петрівни в Україні переїхала з сім'єю в Козелець, бо «Олексіївщина» мала бути представлена імператриці. Втім, Наталя Дем'янівна, за порадою сина, виїхала назустріч імператриці і зустрілася з нею в Ніжині. Всю подальшу дорогу Наталя Дем'янівна супроводжувала імператрицю і була запрошена на весілля престолонаслідника Петра.
В 1745–1746 роках перебувала при дворі з сином Кирилом і внучкою Євдокією (дочка першого сина Наталі Дем'янівни — Данила). В цей час в Москві був написаний її портрет Генріхом Готлібом. В цей же час вона була зведена в статус статс-дами імператриці і, ймовірно, отримала запрошення залишитися при дворі. Але не прийняла його. Кирило і Євдокія залишилися при дворі під наглядом Олексія Григоровича, Наталя Дем'янівна повернулася до України.
Після початку гетьманування Кирила, Наталя Дем'янівна стає однією з найвпливовіших осіб в Україні.
Весь 1757 рік, Наталя Дем'янівна прожила в Глухові разом з Кирилом. Оскільки сина вона бачила нечасто, вирішила провести якомога більше часу з ним, поки він знаходився в Україні.
Померла Наталя Дем'янівна 9 вересня 1762 року. Похована в Соборі Різдва Богородиці в Козельці 12 вересня 1762 року.

## Сімейні стосунки
Сім'я в Наталі Дем'янівни була досить велика. Вона мала четверо братів: Василя, Герасима, Петра і Федора (були ще Андрій та Денис). Після підвищення статусу Олексія і Наталії Дем'янівни вони отримали чини бунчукових товаришів. Важливий момент, що в джерелах на момент 1749 року Федір Дем'янович фігурує під прізвищем Розумовський. 
Київським полковником був Юхим (Євфимій) Дараган, зять Наталі Дем'янівни. 
Дочки Наталі Дем'янівни вступили в шлюб ще до отримання графського титулу Олексієм, втім Наталя Дем'янівна потурбувалась, щоб їхній матеріальний статус дозволяв вести спокійний образ життя. Зокрема, допомагала отримувати їм нерухомість.
З синами протягом останніх двадцяти років життя в неї були досить теплі стосунки. Хоч і бачилась вона з ними досить рідко, але зв'язок вона підтримувала постійно. Олексій і Кирило також намагалися постійно допомогти матері, зокрема, на її прохання допомагати рідні вони завжди відкликались.
Окремою сторінкою в її житті стали стосунки з імператрицею. Єлизавета Петрівна з досить великим пієтетом відносилась до свекрухи, дозволила їй вибрати: залишатися при дворі, чи жити в іншому місці, надала Наталії Дем'янівні статус статс-дами. Є укази і листи цариці до київського генерал-губернатора, щоб він розібрався у справі, яка стосується родичів графині Розумовської.

## Господарська діяльність
Після отримання матеріальних ресурсів, які вона могла отримати від синів, починає займатись активною господарською діяльністю. Ще з 1742 року при ній Олексій Григорович прикріпив економа Іллю Щигловитого, який мав вирішувати усі питання, пов'язані з господарством. За 1740–1744 роки ними було побудовано перший об'єкт — будинок в Адамівці, який Наталя Дем'янівна назвала на честь свого сина «Олексіївщина». Втім даний комплекс Наталя Дем'янівна продовжувала розбудовувати аж до 1757 року.
Перлиною господарської діяльності Наталі Дем'янівни був Собор Різдва Богородиці у Козельці, побудований на її власні кошти в проміжку 1752–1763 роки. Архітектором цього комплексу був Андрій Квасов. Ним також була спроектована і дзвіниця в 1766–1770 роках, але фундамент цієї споруди заклали ще за життя Наталі Дем'янівни, втім активне будівництво почали лише в 1766 році.
На усіх будівництвах, які велися за настановою Наталі Дем'янівни було задіяно дуже багато робітників. В сезон будівництва (кінець березня — кінець жовтня) в Козельці і Адамівці могло працювати по 100–150 людей на кожному з об'єктів. Всім їм була встановлена плата за роботу — 5 копійок в день. Також значний масив людей і підвод був задіяний в транспортуванні будівельних матеріалів. Знову ж таки, в сезон тут могло працювати від 100–200 підвод. Оплати праці останніх невідома.

## Діти

### Сини

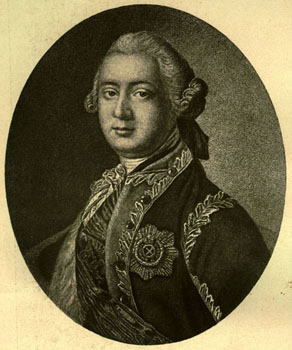
Олексій Розумовський
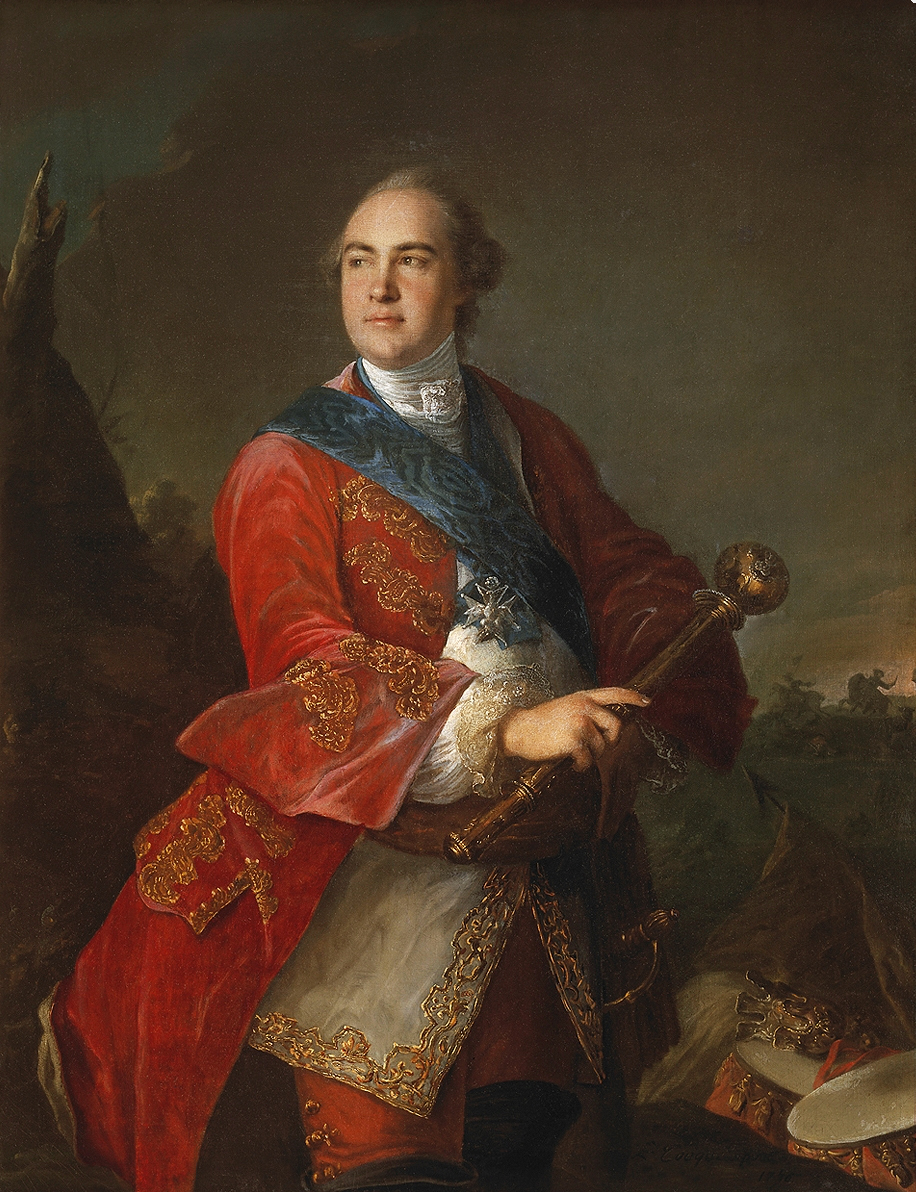
Кирило Розумовський

- Данило (до 1708 — † бл.1736) — старший син, помер невдовзі після свого батька, залишивши по собі єдину доньку Євдокію (бл.1730 — †14 травня1749), вихованням якої займалась Наталія Дем'янівна. 1 жовтня 1744 імператриця Єлизавета Петрівна надала ій звання своєї фрейліни і залишила при імператорському дворі. 22 лютого 1747 року вона видала юну фрейліну за графа Андрія Олексійовича Бестужева-Рюміна, єдиного сина канцлера Російської імперії графа О.П.Бестужева-Рюміна, однак, через 2 роки та померла.
- Олексій (17 (28) березня 1709 — †6 (17) липня 1771) — фаворит та чоловік російської імператриці Єлизавети Петрівни, генерал-фельдмаршал, граф Римської і Російської імперій.
- Кирило (*18 березня 1728 — †9 січня 1803) — граф, останній гетьман України, генерал-фельдмаршал, президент Петербурзької академії наук.

### Дочки
- Агафія Будлянська — дружина ткача Власа Климовича. Після того, як родичі його дружини (брати Олексій та Кирило Розумовські) отримали вплив при імператорському дворі, було придумано легенду про його шляхетське походження й прізвище Будлянський. 22 січня 1742 року отримав військове звання бунчукового товариша Київського полку. Отримав у власність село Вільшани та містечко Срібне. На нього було багато скарг козаків про захоплення їх земель.
- Анна Закревська — дружина кравця Осипа Лук'яновича, після возвишення родичів його дружини, йому також придумано легенду про шляхетське походження і прізвище Закревський (яке вказувало й на його колишню професію закрійщика, тобто кравця). 1744 року отримав військове звання бунчукового товариша Київського полку, дослужився до звання генерального бунчужного (1756—1763).
- Віра Дараган — дружина київського полковника Юхима Дарагана.